# Азот (підприємство, Черкаси)
ПрАТ «Азот» — флагман хімічної промисловості Черкащини, найбільше в Україні підприємство з виробництва азотних добрив, розташоване в Черкасах.

## Загальна інформація та потужності
Черкаське приватне акціонерне товариство «Азот» — одне з найбільших підприємств в Україні з виробництва мінеральних добрив, іонообмінних смол, капролактаму та іншої хімічної продукції. Його будівництво розпочалось у 1962 році, а 14 березня 1965 року колективом видано перший аміак.
Нині ПрАТ «Азот» — це 43 виробничих структурних підрозділи, що розмістилися на площі 500 га. У товаристві працює 4,5 тисячі осіб.
Виробничі потужності при повному завантаженні можуть давати у рік близько 3 мільйонів тонн мінеральних добрив. Частка українського ринку — 25 %. Постійна активність ПрАТ на світових ринках дозволяє йому також мати стабільний збут добрив у країнах Європи, Азії, Америки. Продукція черкаських хіміків експортується до таких країн «далекого закордоння»: Словаччини, Угорщини, Болгарії, Франції, Ірландії, Німеччини, Китаю тощо.

## Історія
У серпні 1962 року Постановою Ради Міністрів Української РСР № 923 затверджено проєктне завдання на будівництво заводу азотних добрив Черкаського раднаргоспу в місті Черкасах.
У вересні 1962 року закладено перший камінь у фундамент майбутнього заводу, і того ж року розпочалося масштабне будівництво аміачного виробництва потужністю 108 тис. тонн на рік. Тоді ж, у 1962 році прийнято Постанову Ради Міністрів СРСР № 171 «Про розширення виробництва іонообмінних матеріалів в 1962—1965 роках».
У травні 1963 року прийнято Постанову Ради Міністрів УРСР № 559 «Про об'єднання заводу азотних добрив із заводом іонообмінних смол, що будується», і таким чином було визначено повну остаточну назву підприємства — Черкаський хімічний комбінат.
У грудні 1964 року введено в дію відділення з виробництва аміачної води потужністю 432 тис. тонн на рік, 14 березня 1965 року — здано в експлуатацію першу чергу виробництва аміаку потужністю 108 тис. тонн щороку й отримано перший аміак.
1967 року введено в дію дослідно-промисловий цех виробництва іонообмінних смол, а в наступному, 1968 році, — головний цех з виробництва катіоніту потужністю 2680 тонн на рік і в грудні цех з виробництва карбаміду потужністю 360 тис. тонн на рік.
У травні 1970 року введено в дію другу чергу аміачного виробництва потужністю 400 тис. тонн аміаку на рік, згодом цех слабкої азотної кислоти потужністю 360 тис. тонн на рік, цех з виробництва аміачної селітри потужністю 450 тис. тонн у рік.
У 1972⁣ — ⁣1973 роках введено в дію потужності третьої черги виробництва аміаку потужністю 400 тис. тонн на рік, цех з виробництва аміачної селітри потужністю 900 тис. тонн на рік, цех з виробництва слабкої азотної кислоти потужністю 720 тис. тонн на рік, у травні 1973 року була отримана перша мільйонна з початку пуску цеху, тонна карбаміду, а у червні того ж року — перша мільйонна, з початку пуску цеху, тонна аміаку.

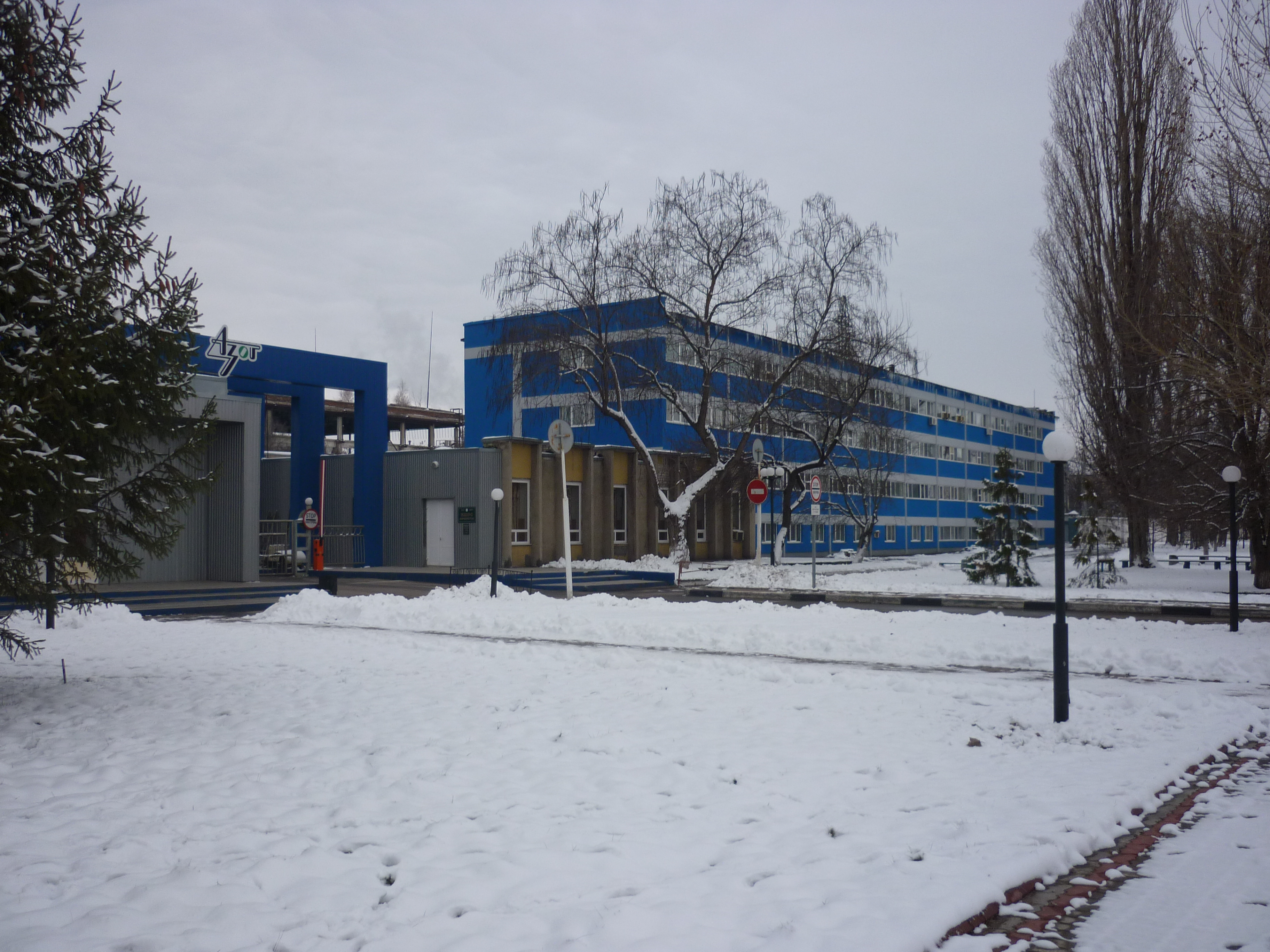
Центральна прохідна

1975 року введено в дію виробничі потужності з виробництва аніоніту, а Черкаський хімічний комбінат перетворено на Черкаське виробниче об'єднання «Азот».
1976 року підприємство нагороджено Орденом «Знак Пошани», а 1979 року — виробничому об'єднанню присвоєно ім'я Комсомолу України.
1979 року введено в дію цех з виробництва аміаку потужністю 450 тис. тонн на рік, а 1980 року введено в дію цех з виробництва карбаміду потужністю 330 тис. тонн на рік.
У 1984⁣ — ⁣1985 роках введено в дію виробництво капролактаму потужністю 50 тис. тонн на рік.

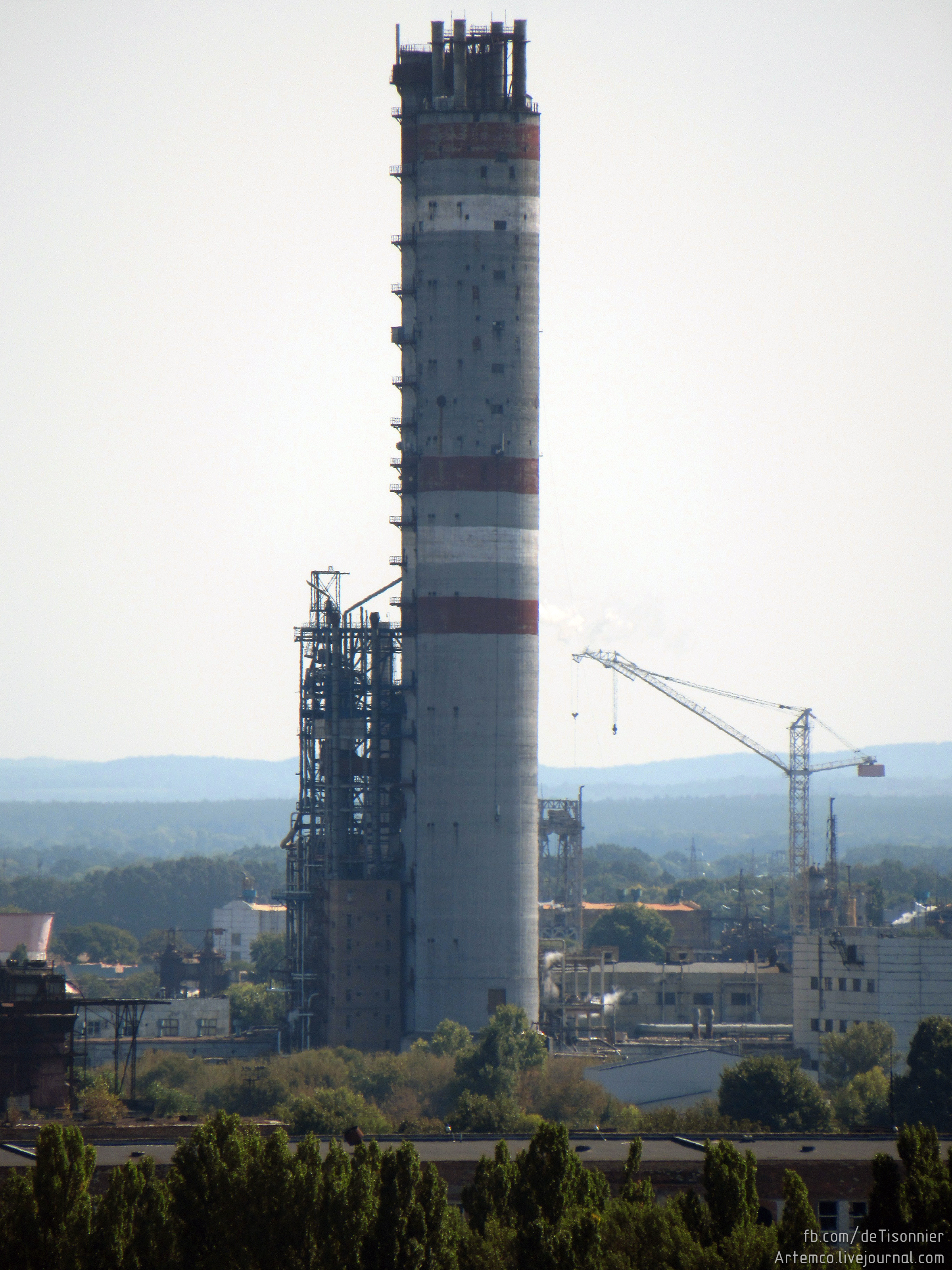
Грануляційна вежа цеху М-6 виробництва карбаміду висотою 158 м – найвища будівля України з 1988 по 2010 рр.

У 1987⁣ — ⁣1988 роках введено в дію цех з виробництва карбаміду потужністю 330 тисяч тонн на рік, а 1988 року — цех побутової хімії.
1990-ті роки стали найважчими в історії підприємства. Руйнувалися усталені економічні зв'язки, змінювався підхід до ведення бізнесу. В період, коли вся країна переживала кризу, Черкаський «Азот» зумів зберегти кваліфіковані кадри та не допустити падіння обсягів виробництва. В цьому велика заслуга тодішнього Генерального директора об'єднання Бориса Райкова.
Вже за часи незалежності України, у липні 1993 року було введено в експлуатацію виробництво карбамідо-аміачної суміші КАС-32 потужністю 180 тис. тонн на рік. У грудні 1995 року Черкаське виробниче об'єднання «Азот» перетворено у Приватне Акціонерне Товариство «Азот» (ПрАТ «Азот») міста Черкас.
На початку 2000-х років введено в експлуатацію лінію з кристалізації капролактаму.
Наприкінці 2000-х років ПрАТ «Азот» серед перших серед підприємств хімічної галузі України долучився у підготовчий процес щодо виконання умов нового європейського законодавства REACH (реєстрація, оцінка, дозвіл на виробництво і використання хімічних речовин), який набрав чинності з 1 червня 2007 року, що є необхідною умовою для експорту продукції за кордон, зокрема до країн ЄС.

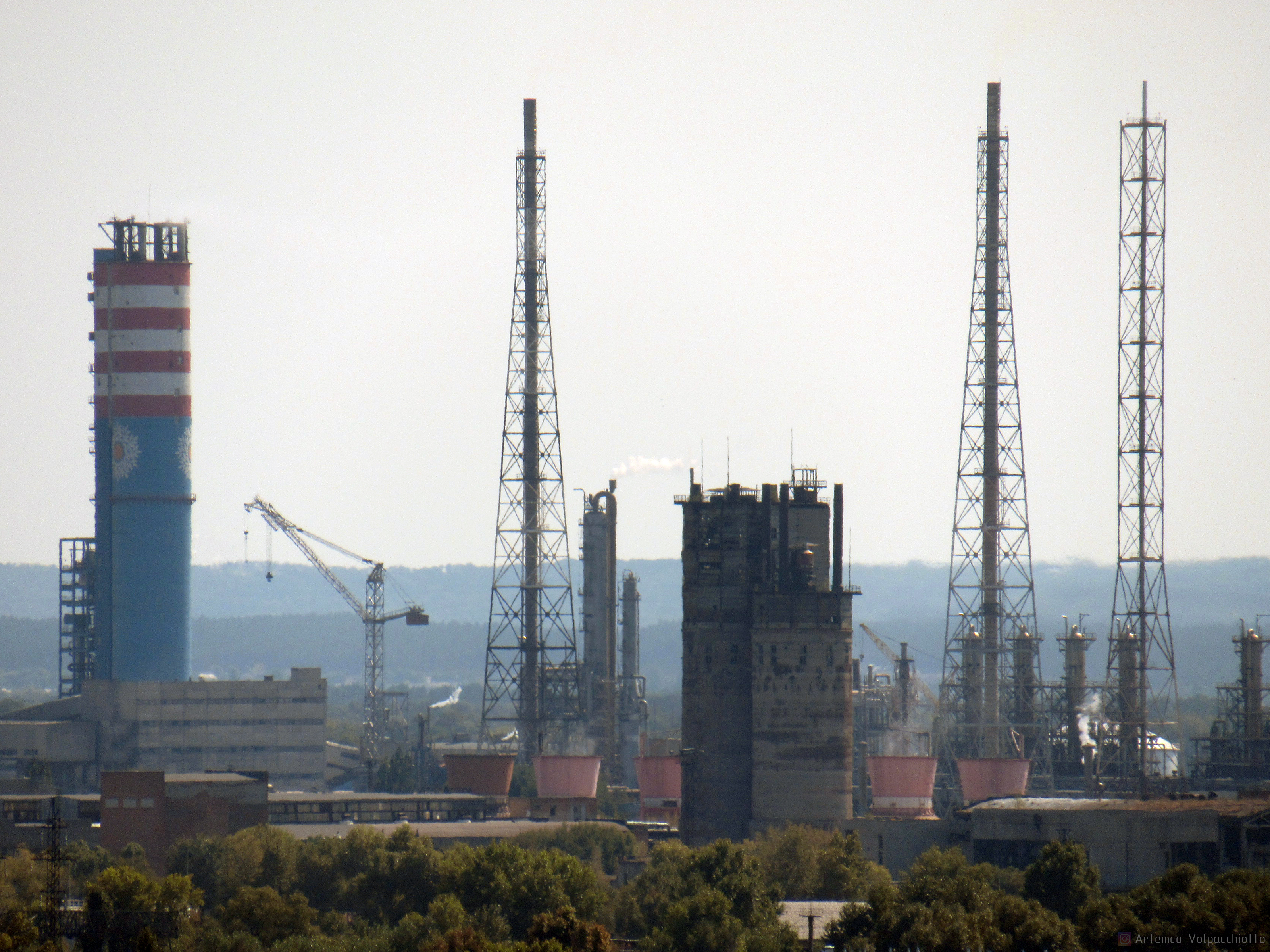
Черкаський «Азот»

На початку 2011 року Голова Ради директорів Групи компаній Group DF, власник холдингу OSTCHEM Дмитро Фірташ придбав ПрАТ «Азот» у харківського олігарха Олександра Ярославського. Вартість заводу не розголошується, однак відомо, що Ярославський прагнув отримати за «Азот» USD800 млн і залишився задоволений результатом угоди.
У І кв. 2025 року черкаський «Азот» виробив 394,8 тис. тонн мінеральних добрив.

## Соціальна відповідальність
В рамках програми «Збережи своє місто» підприємство провело ремонт будинку культури «Дружба народів», площі та фонтану перед ним. Надано 500 тис. грн місцевій школі-інтернату.